# ふくいのおいしい水
ふくいのおいしい水は、福井県環境政策課が科学的に認められた湧水を指定するものである。

## 歴史
環境省は全国各地の名水を「名水百選」として選定する事業を1985年から行っていた。福井県内からも上中町（当時、現若狭町）の瓜割の滝、大野市の御清水、小浜市の鵜の瀬が名水に選ばれていた。
県自体の知名度が低い福井県は2004年に「なぜか長寿。」と題する観光ポスターを作製、全国2位の長寿県であることをアピールする戦略に出ていたが、これに加えて2005年には「ふくいのおいしい水」として県内の名水を認定する事業を予算化した。県は独自の認定基準制定や水質調査などを実施し、2006年1月には最初の認定箇所25箇所を公表、3月には冬季に雪で確認が出来なかった10箇所を追加認定した。

## 一覧
|    | 商品名                            | 商品名ふりがな                                  | 生産地               |
| 1  | こしょうずの湧水                  | こしょうずのゆうすい                            | 福井市南野津又町     |
| 2  | 本願清水                          | ほんがんしょうず                                | 大野市糸魚町         |
| 3  | 御清水                            | おしょうず                                      | 大野市泉町           |
| 4  | 義景清水                          | よしかげしょうず                                | 大野市泉町           |
| 5  | 新堀清水                          | しんぼりしょうず                                | 大野市城町           |
| 6  | 芹川清水                          | せりがわしょうず                                | 大野市元町           |
| 7  | 水舟清水                          | みずふねしょうず                                | 大野市元町           |
| 8  | 石灯籠会館清水                    | いしどうろうかいかんしょうず                    | 大野市本町           |
| 9  | 七間清水                          | しちけんしょうず                                | 大野市元町           |
| 10 | 五番名水庵清水                    | ごばんめいすいあんしょうず                      | 大野市明倫町         |
| 11 | 清水広場                          | しょうずひろば                                  | 大野市弥生町         |
| 12 | 篠座神社の御霊泉                  | しのくらじんじゃのごれいせん                    | 大野市篠座           |
| 13 | 神谷の水                          | かみやのみず                                    | 勝山市村岡町栃神谷   |
| 14 | 小和清水                          | こわしょうず                                    | 坂井市丸岡町上久米田 |
| 15 | 榎清水                            | えのきしょうず                                  | 鯖江市米岡町         |
| 16 | 許佐羅江清水                      | こさらえしょうず                                | 鯖江市定次町         |
| 17 | 刀那清水                          | となしょうず                                    | 鯖江市上戸口町       |
| 18 | 三場坂清水                        | さんばざかしょうず                              | 鯖江市上河内町       |
| 19 | 桃源清水                          | とうげんしょうず                                | 鯖江市上河内町       |
| 20 | 榎清水                            | よのきしょうず                                  | 越前市横住町         |
| 21 | 瓜割清水                          | うりわりしょうず                                | 越前市赤谷町         |
| 22 | 治左川井戸                        | じさがわいど                                    | 越前市上真柄町       |
| 23 | お清水不動尊の水                  | おしょうずふどうそんのみず                      | 越前市吾妻町         |
| 24 | 石神の湧水                        | いしがみのゆうすい                              | 越前市大虫町         |
| 25 | 段田清水                          | だんたしょうず                                  | 越前市米口町         |
| 26 | 解雷ヶ清水                        | けらがしょうず                                  | 越前市千合谷町       |
| 27 | 大谷の薬水                        | おおたにのくすりみず                            | 越前町大谷           |
| 28 | 弘法大師の水                      | こうぼうだいしのみず                            | 越前町平等           |
| 29 | 鶯清水                            | うぐいすしょうず                                | 南越前町西大道       |
| 30 | 若狭美浜 新庄やまびこふれあい湧水 | わかさみはま しんじょうやまびこふれあいゆうすい | 美浜町新庄           |
| 31 | 瓜割の滝                          | うりわりのたき                                  | 若狭町天徳寺         |
| 32 | 鵜の瀬給水所                      | うのせきゅうすいしょ                            | 小浜市下根来         |
| 33 | 雲城水                            | うんじょうすい                                  | 小浜市一番町         |
| 34 | 津島名水                          | つしまめいすい                                  | 小浜市小浜津島       |
| 35 | 滝水ひめ                          | たきみひめ                                      | おおい町父子         |

福井県環境政策課